# Mihaela Stănuleț
Mihaela Stănuleț, född den 16 juli 1967 i Sibiu, Rumänien, är en rumänsk gymnast.
Stănuleț tog OS-guld i lagmångkampen i samband med de olympiska gymnastiktävlingarna 1984 i Los Angeles.